# Remi Langevin
Rémi Langevin, Remi Langevin (ur. 1950 w Paryżu) – francuski matematyk, profesor na Université de Bourgogne specjalizujący się głównie w matematyce różniczkowej i całkowej oraz teorii układów dynamicznych. Otrzymał tytuł doktora honoris causa Uniwersytetu Łódzkiego.